# Tinc
O Tinc é um software livre, auto-roteável usando protocolo em redes mesh, utilizado para compressão, encriptação e VPN. Foi criado em 1998 por uus Sliepen, Ivo Timmermans e Wessel Dankers, e licenciado na GPL

## Meios de transporte suportados
- IPv4
- IPv6
- Ethernet

## Tecnologias embarcadas
- OpenSSL (criptografia)
- zlib ("melhor compressão")
- LZO ("compressão mais performática")

## Projetos que utilizam o Tinc
- Freifunk: tinc habilitado em seus roteadores desde Outubro de 2006 .
- OpenWrt possui pacote compilado do tinc.
- pfSense possuia um pacote compilado do tinc e sua versão 2.2
- Tomato possui o tinc incluido no Shibby mod.